# 576

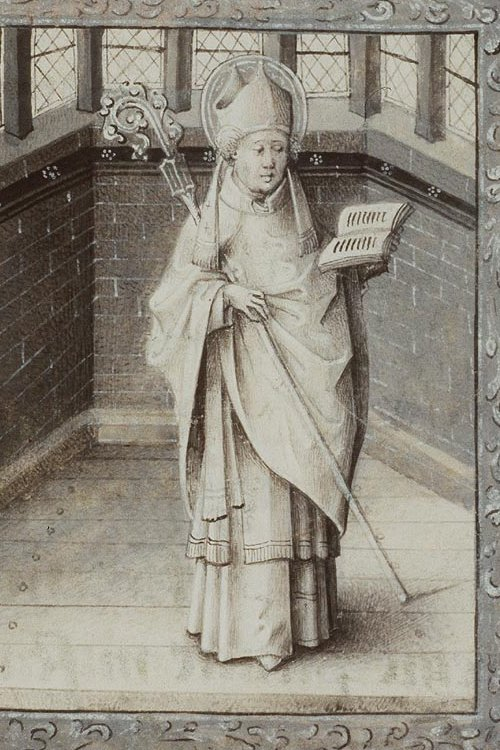
Germanus van Parijs (496-576)

Het jaar 576 is het 76e jaar in de 6e eeuw volgens de christelijke jaartelling.

## Gebeurtenissen

### Byzantijnse Rijk
- Romeins-Perzische Oorlog: Een Perzisch expeditieleger onder bevel van koning Khusro I trekt door de Kaukasus en valt Anatolië (huidige Turkije) binnen. De steden Theodosiopolis en Caesarea worden door de Perzen geplunderd.
- Khusro I moet zich door problemen met de bevoorrading terugtrekken en wordt bij Melitene verslagen. De Byzantijnen achtervolgen de Perzen tot aan de rivier de Eufraat en vernietigen tijdens de oversteek de bagagekolonne.

### Azië
- Koning Jinheung maakt van het Koreaanse koninkrijk Silla een militair sterke natie. De Hwarang, een elitegroep van jonge boeddhistische strijders, wordt door hem opgericht.
- Tardu (r. 576-604) volgt zijn vader Istämi Sah op als heerser van het Rijk der Göktürken (Centraal-Azië).

## Overleden
- 28 mei - Germanus van Parijs (80), aartsbisschop en heilige